# United Church of Christ
United Church of Christ (UCC) är ett reformert amerikanskt kyrkosamfund, bildat 1957 genom sammanslagning av Evangelical and Reformed Church och Congregational Christian Churches. UCC har cirka 710 000 medlemmar i 4600 lokala församlingar.
Teologiskt anses UCC vara ett av de mer liberala samfunden, vilket tar sig uttryck bland annat i synen på homosexualitet. Dock finns det en ganska stor teologisk spridning (vilket är kännetecknande för den kongregationalistiska traditionen) och enskilda församlingar och medlemmar är ganska konservativa i etiska och teologiska frågor.
UCC har nattvardsgemenskap med Evangelical Lutheran Church in America, Presbyterian Church (USA) och Reformed Church in America.